# Спутник-1
Вижте пояснителната страница за други значения на Спутник.
Спутник-1 (в превод от руски: „Спътник-1“) е първият изкуствен спътник, изстрелян около Земята. Изведен е в ниска околоземна орбита от Съветския съюз на 4 октомври 1957 г. и е първият от поредицата спътници по космическата програма Спутник. Неочакваната новина за успеха на Спутник-1 разпалва „спътникова криза“ в САЩ и нагорещява космическата надпревара по време на Студената война. Изстрелването на спътника предизвиква нови политически, военни, технологични и научни събития.
Спътникът е изстрелян във връзка с Международната геофизична година от секретния 5-и научноизследователски полигон на Министерството на отбраната на СССР „Тюра-Там“ (получил впоследствие явното наименование космодрум Байконур) в Казахска ССР с ракета-носител Р-7. Спътникът се движи със скорост 29 000 km/h, като извършва една обиколка за 96,2 минути. По време на своя полет спътникът излъчва радиосигнали на честоти 20,005 и 40,002 MHz, които са улавяни от радиолюбителите по света. Сигналите се излъчат 22 дни, до 26 октомври 1957 г., когато батериите на предавателя се изчерпват. Спутник-1 изгаря при навлизането си в атмосферата на Земята на 4 януари 1958 г., след като изминава 70 млн. km и престоява 3 месеца в орбита.

## Параметри на полета
- Начало на полета – 4 октомври 1957 в 19 ч. 28 мин. 34 сек. по Гринуич
- Край на полета – 4 януари 1958 г.
- Маса на апарата – 83,6 kg;
- Максимален диаметър – 0,58 m
- Наклон на орбитата – 65,1°
- Перигей – 228 km
- Апогей – 947 km
- Обиколки – 1440

## Устройство
Корпусът на спътника е направен от две полусфери от алуминиево-магнезиева сплав с дебелина 2 mm, съединени с 36 болта. Херметичността на съединението е осигурена от гумено уплътнение, като преди изстрелването спътникът е запълнен с азот под налягане 1,2 atm. Външната повърхност на полусферите е полирана за по-добри отражателни свойства. На борда си има радиопредавател с мощност 1 W, излъчващ радиосигнали с честоти 20,005 и 40,002 MHz на редуващи се импулси, всеки с дължина 0,3 s. Честотите са специално избрани, за да може да се приемат от радиолюбители. Захранващият блок е от сребърно-цинкови акумулатори с тегло около 51 kg. Спътникът тежи 83,6 kg.

## Радиосигнал
Оригинални записи на излъчвания от Спутник-1 радиосигнал.
- Recording from Washington DC
- Recording from German Ham Operator
- Recording from Czechoslovakia